# Lago Nakatsuna

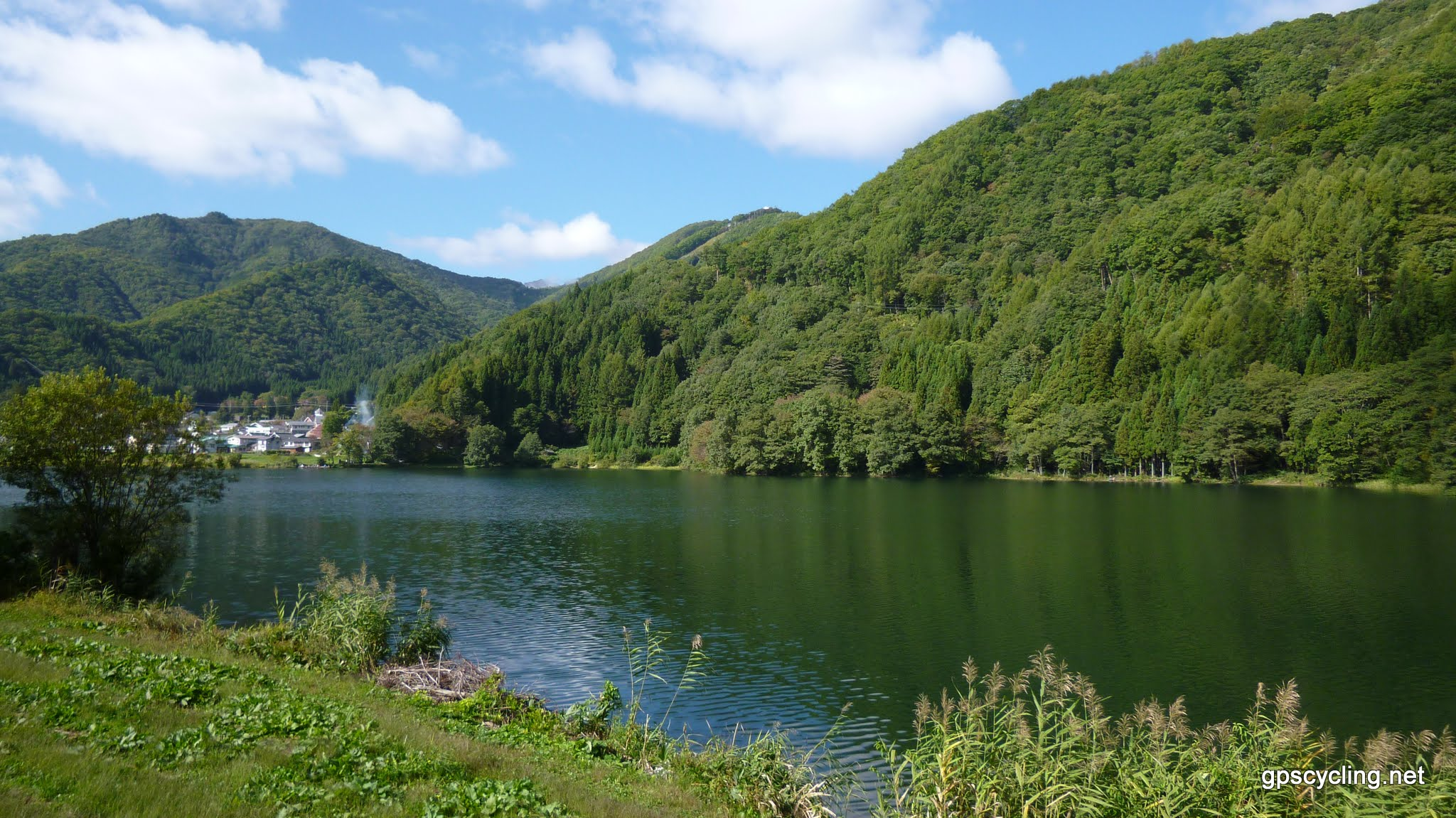
Foto del lago de 8 de octubre de 2012

El lago Nakatsuna (中綱湖 / Nakatsuna-ko: «lago Nakatsuna») es un pequeño lago de Japón de la prefectura de Nagano (Ōmachi Nagano). Es uno de los «Tres lagos de Nishina» (lago Aoki, lago Nakatsuna y lago Kizaki). Sus sedimentos se han estudiado en un esfuerzo por comprender mejor el cambio climático en Japón, encontrando evidencia del Período Cálido Medieval y la Pequeña Edad de Hielo.